# Galeodes theodori
Galeodes theodori är en spindeldjursart som beskrevs av Frank Archibald Sinclair Turk 1960. Galeodes theodori ingår i släktet Galeodes och familjen Galeodidae. Inga underarter finns listade i Catalogue of Life.